# Nijmeegse stadsroutes
De Nijmeegse stadsroutes zijn hoofd- en verbindingswegen in Nijmegen en omstreken. 
De s100 is een randweg in het noorden, westen en zuiden van Nijmegen. De hoofdwegen s101 t/m s106 zijn de verbindingswegen tussen de s100 en het centrum, deze zijn tegen de wijzers van de klok in genummerd. De s110 en s111 zijn verbindingswegen in Lent. 

## Realisering
Medio 2013 is de realisering van de s-wegen in Nijmegen begonnen, vooruitlopend op de opening van de brug De Oversteek.

## Overzicht hoofdroutes
- s100: Keizer Traianusplein (N325) – Waalbrug – Prins Mauritssingel (N325) – Graaf Alardsingel – Generaal James Gavinsingel (De Oversteek) – Nymaplein (s101) – Verlengde Energieweg – Industrieplein (s102) – Energieweg – Gaziantepplein – Neerbosscheweg – Nelson Mandelaplein (N326/s103) – Jonkerbosplein – Weg door Jonkerbos – Grootstalselaan – Scheidingsweg – Sionsweg – (N842/s106)
- s101: Nymaplein (s100) – Nymaweg – Weurtseweg – Voorstadslaan – Lange Hezelstraat – Kronenburgersingel – Quackplein (s102) – Nassausingel – Keizer Karelplein (s103/s105)
- s102:  Industrieplein (s100) – Industrieweg – Marialaan – Tunnelweg – Quackplein (s101)
- s103:  Nelson Mandelaplein (N326/s100) – Graafseweg – Keizer Karelplein (s101/s105)
- s104:  (A73) Van Boetbergweg - Hatertseweg (met kruising s100) – Sint Annastraat (s105)
- s105:  (N844/s100) – Sint Annastraat – Keizer Karelplein (s101/s103)
- s106:  (N842/s100) – Nijmeegsebaan – Groesbeekseweg – (s105)
- s110:  (s100) – Prins Mauritssingel – (A325)
- s111:  (N325/s110) – Keizer Hendrik VI-singel – Margaretha van Mechelenweg – (s100)